# Лубонка
Лубонка — река в России, протекает в Шиловском районе Рязанской области. Правый приток реки Средник.

## География
Река берёт начало у села Лубонос. Течёт на юго-запад, сливается со своим левым притоком, рекой Мунор. Устье реки находится у села Илебники в 24 км по правому берегу реки Средник. Длина реки составляет 15 км, площадь водосборного бассейна 111 км².

## Данные водного реестра
По данным государственного водного реестра России относится к Окскому бассейновому округу, водохозяйственный участок реки — Ока от города Рязань до водомерного поста у села Копоново, без реки Проня, речной подбассейн реки — бассейны притоков Оки до впадения Мокши. Речной бассейн реки — Ока.
Код объекта в государственном водном реестре — 09010102212110000026178.